# Trigonophora flammea flammea
Trigonophora flammea flammea é uma subespécie de insetos lepidópteros, mais especificamente de traças, pertencente à família Noctuidae.
A autoridade científica da subespécie é Esper, tendo sido descrita no ano de 1785.
Trata-se de uma subespécie presente no território português.